# Polikosanol
Polikosanol - mieszanina alkoholi alifatycznych pochodząca z wosków roślinnych, zawartych w trzcinie cukrowej, otrębach ryżowych, kokosach, pochrzynie, ale też wosków pszczelich.
Nazwą polikosanol określa się też lek, a w zasadzie suplement diety, zawierający mieszaninę alkoholi alifatycznych uzyskanych z trzciny cukrowej. Jego głównymi składnikami są oktasanol, triakontanol i heksakosanol.
Został opracowany na Kubie w 1991 i jest obecnie zarejestrowany w 25 krajach jako lek obniżający poziom cholesterolu LDL. Z uwagi, że lek jest wyjątkowo bezpieczny (rzadko obserwowane są działania niepożądane), był przedmiotem wielu badań, zwłaszcza że początkowe wyniki były bardzo obiecujące. Wykazano w nich, że polikosanol stosowany w dawce 10–20 mg obniża stężenie całkowitego cholesterolu o 17-21%, a cholestrolu LDL o 21-29%, przy jednoczesnym podwyższeniu stężenia cholesterolu HDL o 8-15%. Również w innych badaniach wykazano jego skuteczność. Pomimo wielu badań nie udało się jednak poznać mechanizmu jego działania.
Wiele badań dowodzących skuteczności polikosanolu pochodzi z Kuby, na której uważany jest za panaceum. W 2006 w Journal of the American Medical Association ukazał się artykuł niemieckich badaczy, którzy przeprowadzili badania w oparciu o EBM. Badano 143 pacjentów, którzy zostali przydzieleni do grup stosujących 10, 20, 40, 80 mg polikosanolu lub placebo. Po 12 tygodniach obserwacji nie wykazano statystycznej różnicy pomiędzy osobami zażywającymi lek a stosującymi placebo, co obecnie uważane jest za wykazanie nieskuteczności substancji leczniczej.